# Amegilla cingulata
Amegilla cingulata (saknar svenskt namn) är en insekt i överfamiljen bin (Apoidea) som lever i Australien och angränsande sydöstasiatiska länder.

## Beskrivning
Arten är ett långtungat bi som har en iögonfallande färgteckning med gult huvud och mellankropp och en bakkropp randad i svart och blekblått. Hanen har fem blekblåa band, honan endast fyra. Biet blir omkring 12 mm långt..

## Ekologi
Amegilla cingulata lever i flera olika biotoper som skog och skogsdungar, hedlandskap och stadsmiljöer. Den är ett solitärt, men sällskapligt bi som lever i kolonier i vittrande sandsten där honan gräver ut bogångar. Dessa innehåller längst in en kammare med en larv och en klump av pollen och nektar som föda. Det förekommer också att bogångarna grävs i gammalt murbruk och liknande material.. Den samlar föda från blommor som mango, tomat, rosor, rosettfibblor, batater, verbenaväxter (Lantana sp.) och proteaväxter (Persoonia sp.).
Hanarna, som inte gräver ut några bon, brukar bita sig fast i blad eller stjälkar till natten och sova i den ställningen.
När biet samlar pollen från en växt använder det en teknik, på engelska kallad "buzz pollination", som är vanlig bland bin. Biet skakar blomman kraftigt, så att mycket pollen hamnar på biet. Samtidigt medför tekniken ett stort pollenutbyte (och därmed stora möjligheter till pollination) mellan bi och växt: Löst pollen från andra blommor ramlar av biet och hamnar på växten.

## Utbredning
Arten finns i Australien, främst i de kustnära områdena (dock saknas den helt i Tasmanien och Northern Territory), samt i Indien (delstaten Sikkim), Myanmar, Sri Lanka, Malaysia, Thailand och Filippinerna. Den har även hittats i Japan.

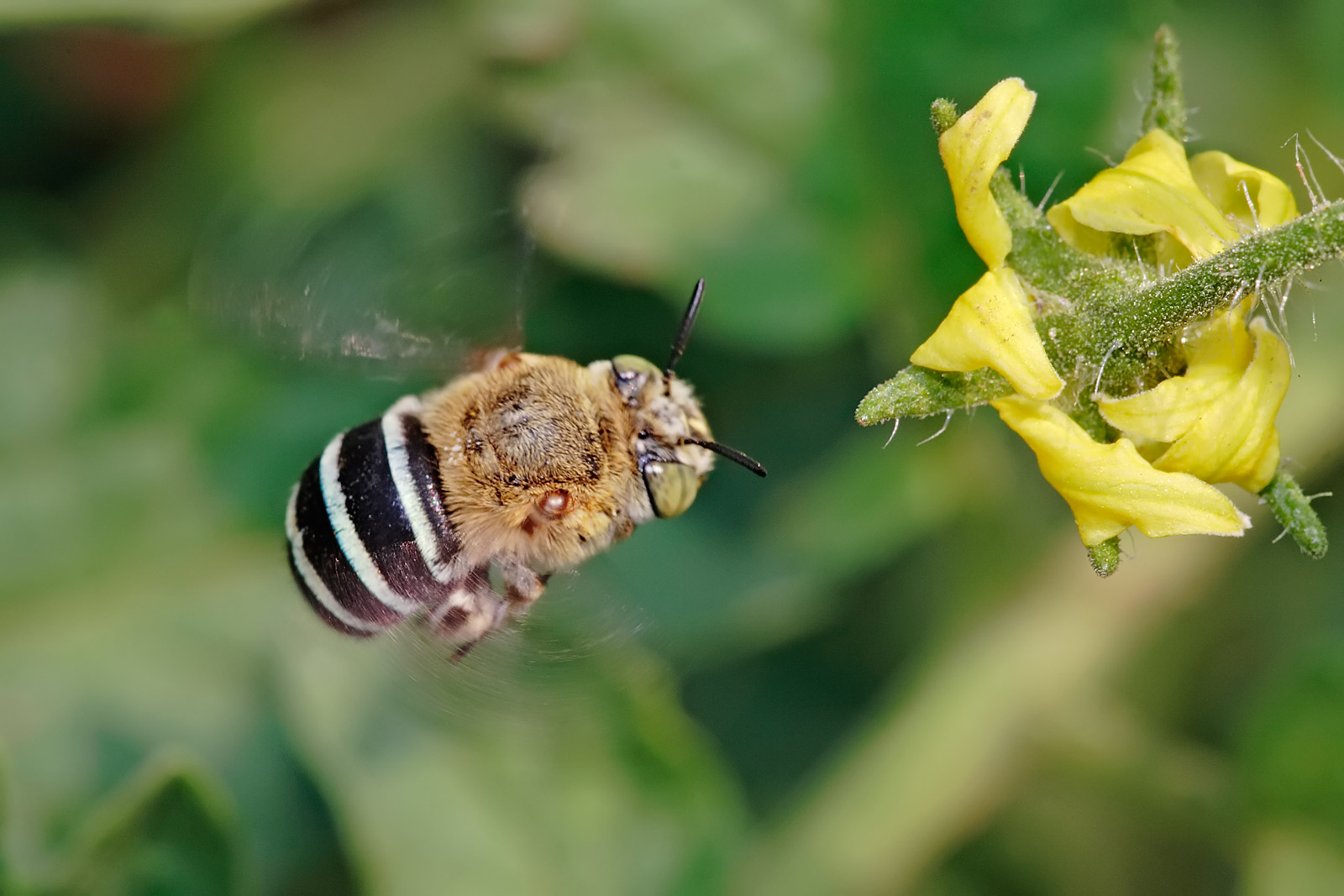